# Derbi Vamos
Il Derbi Vamos è uno scooter 50 dell'azienda spagnola Derbi
Prodotto in Spagna negli anni 90, venne commercializzato in Italia da Atala.
Montava un motore 50 della Franco Morini